# 増田光一
増田 光一（ますだ こういち、1951年2月13日 - ）は、日本の海洋構造学者。日本大学理工学部海洋建築工学科 特任教授。専門は海洋構造物 の構造解析。研究分野は海洋工学、船舶海洋工学など。

## 来歴
1969年、千葉県立東葛飾高等学校卒業。 1973年、日本大学理工学部建築学科卒業。 1975年、日本大学大学院理工学研究科建築学専攻修士課程修了。 1978年、日本大学大学院理工学研究科建築学専攻博士課程修了、工学博士。 1978年、日本大学理工学部　助手。 1980年、日本大学理工学部　専任講師。 1982年、東京大学生産技術研究所協力研究員。 1987年、マサチューセッツ工科大学土木工学科パーソンズ研究所に留学。 1988年、日本大学理工学部　助教授。 1993年、日本大学理工学部　教授。
2004年5月功労賞 PACON International。2001年日本沿岸域学会文化賞。 1989年、日本大学理工学部学術賞。
委員歴は日本建築学会 海洋本委員会委員。日本建築学会 論文査読委員。日本船舶海洋工学会 海洋環境研究交流会 幹事。日本海洋工学会 理事。日本海洋工学会 企画運営委員主査。